# Yalveh-ye Olya
Yalveh-vous Olya (en persan : يلوه عليا romanisé en Yalveh-ye ‘Olyā et également connu sous les noms de Fereydūn et Yalvāy-e Fereydūn) est un village de la province de Kermanshah en Iran. Lors du recensement de 2006, sa population était de 60 habitants répartis dans 15 familles.